# Swainsthorpe
Swainsthorpe är en ort och civil parish i Storbritannien.   Den ligger i grevskapet Norfolk och riksdelen England, i den sydöstra delen av landet, 150 km nordost om huvudstaden London. Swainsthorpe ligger 31 meter över havet och antalet invånare är 374.
Terrängen runt Swainsthorpe är platt. Runt Swainsthorpe är det ganska tätbefolkat, med 124 invånare per kvadratkilometer. Närmaste större samhälle är Norwich, 7,5 km norr om Swainsthorpe. Trakten runt Swainsthorpe består till största delen av jordbruksmark.